# Atraula
Atraula fou un principat de l'Índia, format per una taluka amb aquest nom a l'Oudh. L'estat el va fundar Ali Khan de Manota que era un noble al servei d'Humayun al que va acompanyar al Gujarat; per haver deixat escapar al rajà de Bikaner es va barallar amb l'emperador que el va amenaçar amb la pena de mort i llavors es va revoltar i es va unir a Sher Shah que va enderrocar a Humayun. Llavors va capturar al rajà de Nagar a Basti i va prendre el poder governant uns deu anys (vers 1540-1550) però fou expulsat per una revolta popular dirigida pel fill del rajà presoner; llavors va acampar davant d'Atraula que estava en mans d'un cap rajput, i després de dos anys de setge la va ocupar i va matar el rajà local (1552) i es va proclamar malik d'Atraula. No es va voler sotmetre al restaurat Humauyun ni al seu fill Akbar el Gran.
El 1571 el seu fill Shekhan Khan, que es volia desfer del pare, es va sotmetre a Akbar i li va prometre el cap d'Ali Khan si li donava tropes; li foren donades i el pare fou derrotat en la batalla de Sarai i executat; el seu cap fou enviat a Delhi a l'emperador (personalment portat per Shekhan) i el traïdor va rebre en premi el feu d'Atraula i el títol de Shri Khan Azam Masnad Ali (1571). Va governar vint anys i va morir el 1591, succeint-lo el seu fill Malik Daud Khan que es va enfrontar al rajà Janwar de Bhinga; a la mort de Daud va pujar al tron el seu fill Adam Khan que va rebre el títol de rajà vers la meitat del segle XVII. Els seus successors es van enfrontar als rajàs de Balrampur i Bansi. Al segle XIX era rajà Riasat Ali Khan al que va succeir Umrao Khan, mort al començament de l'any 1858. El va succeir el seu fill, un menor d'edat, que fou induït a unir-se a la rebel begum d'Oudh; l'estat va quedar intervengut pels britànics el 1859 però el jove príncep va morir el 1865, abans de l'annexió definitiva i el seu fill Mumtaz Ali Khan va néixer pòstumament (el 6 d'octubre de 1865) i es va permetre la successió sota una regència; el 1879 va obtenir dels britànics un sanad hereditari. Es va casar amb Rani Kaniz Begum princesa de Nanpara. La dinastia va continuar fins a l'accessió a l'Índia el 1950.